# U-20-Fußball-Weltmeisterschaft der Frauen 2022
Die U-20-Fußball-Weltmeisterschaft der Frauen 2022 (offiziell 2022 FIFA U-20 Women’s World Cup) war die zehnte Ausspielung dieses Wettbewerbs für Fußballspielerinnen unter 20 Jahren (Stichtag: 1. Januar 2002) und fand vom 10. bis 28. August 2022 in Costa Rica statt.
Das Turnier wurde vom FIFA-Rat am 20. Dezember 2019 zunächst als U-20-Weltmeisterschaft der Frauen 2020 an Costa Rica und Panama vergeben. Wegen der Covid-19-Pandemie wurde es am 12. Mai 2020 ins Frühjahr 2021 verschoben. Am 17. November 2020 beschloss die FIFA, das Turnier wegen der anhaltenden Pandemie abzusagen und dafür die für 2022 geplante Austragung an Costa Rica als alleinigen Gastgeber zu vergeben. Damit fand die U-20-WM nicht wie zuvor in Vor-WM-Jahren als Generalprobe im Land der WM-Gastgeber statt.
Am Turnier nahmen 16 Mannschaften teil, die zunächst in vier Gruppen und danach im K.-o.-System gegeneinander antraten. Titelverteidigerinnen waren die japanischen Frauen, die 2018 zum ersten Mal den Titel gewannen. Turniersieger wurden die bisherigen Vize-Weltmeisterinnen Spanien, die die Titelverteidigerinnen aus Japan im Finale mit 3:1 besiegten und damit zum ersten Mal U-20-Weltmeisterinnen wurden. Es war das erste Mal überhaupt, dass bei zwei aufeinanderfolgenden Austragungen die beiden gleichen Mannschaften im Finale standen.

## Qualifikation
Costa Rica war als Gastgeber des Turniers automatisch qualifiziert. Als Qualifikationsturnier für die restlichen Plätze der CONCACAF-Zone sollte für die ursprüngliche Austragung der WM 2020 die CONCACAF U-20-Meisterschaft 2020 dienen, die vom 22. Februar bis 8. März 2020 in der Dominikanischen Republik stattfand. An der Endrunde nahmen insgesamt 20 Mannschaften teil, von denen 16 in vier Vorrundengruppen à vier Mannschaften aufgeteilt wurden. Die besten drei Teams jeder Vorrundengruppe sowie die beiden besten Teams der Qualifikationsgruppen A und B qualifizierten sich für die K.-o.-Runde. Mit dem Einzug ins Finale lösten der Sieger USA und der Zweitplatzierte Mexiko das Ticket für die ursprüngliche WM, während Panama als Co-Gastgeber ebenfalls automatisch qualifiziert gewesen wäre. Nach der Absage der WM wurde auch die Qualifikation ungültig. Für die neue Austragung 2022 war vielmehr eine Qualifikation durch die CONCACAF U-20-Meisterschaft 2022 vom 25. Februar bis 12. März 2022 in der Dominikanischen Republik notwendig. Die USA und Mexiko bestätigten ihre WM-Teilnahme durch den erneuten Einzug ins Finale. Da Panama als Co-Gastgeber wegfiel, qualifizierte sich nun auch der Drittplatzierte Kanada für das Turnier. Die USA nahmen zum zehnten Mal teil, Mexiko zum neunten Mal, Kanada zum achten Mal und Gastgeber Costa Rica zum dritten Mal.
Die vier WM-Teilnehmer der UEFA sollten für die ursprüngliche Austragung 2020 eigentlich bei der U-19-Europameisterschaft 2019 in Schottland ermittelt werden. Acht Mannschaften spielten dabei in zwei Gruppen à vier Teams gegeneinander, von denen der jeweils Erst- und Zweitplatzierte das Halbfinale erreichte. Durch den Einzug ins Halbfinale wären der spätere Sieger Frankreich, der spätere Vize-Europameister Deutschland sowie die beiden unterlegenen Halbfinalisten Niederlande und Spanien für die U-20-WM qualifiziert gewesen. Da die U-19-Europameisterschaften 2020 in Georgien und 2021 in Belarus wegen der COVID-19-Pandemie abgesagt werden mussten, gab es keinen Qualifikationswettbewerb für die Austragung der WM 2022. Am 31. März 2021 beschloss die UEFA deshalb, die vier europäischen Startplätze auf Grundlage der Koeffizientenrangliste für die Qualifikationsrunde 2020/21 zu vergeben. Spanien, Frankreich, Deutschland und die Niederlande wurden als Teilnehmer nominiert. Deutschland nahm zum zehnten Mal teil, Frankreich zum achten Mal, Spanien zum vierten Mal und die Niederlande zum zweiten Mal.
Die drei Startplätze aus Asien sollten für die ursprüngliche Austragung 2020 bei der U-19-Asienmeisterschaft 2019 vergeben werden, die vom 27. Oktober bis 9. November 2019 in Chon Buri (Thailand) ausgetragen wurde. Acht Mannschaften nahmen an der Endrunde teil, die zuerst in zwei Gruppen à vier Teams spielten, wovon die Gruppensieger und -zweiten das Halbfinale erreichten. Der Sieger Japan, der Zweitplatzierte Nordkorea und der Drittplatzierte Südkorea waren für die WM-Endrunde qualifiziert. Nach der Absage der U-20-Asienmeisterschaft 2021 in Usbekistan wegen der COVID-19-Pandemie beschloss die AFC, die bereits ausgetragene U-19-Asienmeisterschaft 2019 nachträglich auch als Qualifikationsturnier für die WM-Endrunde 2022 anzusehen. Damit waren Japan, Nordkorea und Südkorea automatisch für die U-20-Weltmeisterschaft 2022 qualifiziert. Weil die U-20-Nationalmannschaft von Nordkorea jedoch nicht antreten konnte, wurde sie durch Australien – die Mannschaft mit dem nächstbesten Abschneiden im entsprechenden Qualifikationsturnier – ersetzt. Japan nahm zum siebten Mal teil, Südkorea zum sechsten Mal und Australien zum vierten Mal.
Die südamerikanischen Teilnehmer für die ursprüngliche Austragung 2020 sollten bei der U-20-Südamerikameisterschaft 2020 ermittelt werden. Eigentlich sollte das Turnier vom 4. bis 22. März 2020 in Argentinien stattfinden, wurde nach der Gruppenphase jedoch am 12. März 2020 wegen der COVID-19-Pandemie zunächst unterbrochen und zehn Tage später erst in den Juli, dann in den Oktober und schließlich in den Januar 2021 verschoben. Nach der Absage der U-20-WM wurde am 6. August 2021 auch die Finalrunde der Südamerikameisterschaft endgültig abgesagt. Für die neue Austragung der WM 2022 diente stattdessen die U-20-Südamerikameisterschaft 2022 als Qualifikationsturnier. Die zehn Teilnehmer wurden auf zwei Gruppen à fünf Mannschaften aufgeteilt, von denen jeweils die zwei besten Teams die Finalrunde erreichten. Brasilien und Kolumbien qualifizierten sich als die beiden Erstplatzierten dieser Finalrunde für die Weltmeisterschaft. Brasilien nahm zum zehnten Mal teil, Kolumbien zum zweiten Mal.
Die beiden Vertreter aus Afrika sollten für die ursprüngliche Austragung 2020 beim U-20-Afrika-Cup 2020 ermittelt werden. Am 21. Dezember 2020 wurde jedoch beschlossen, das zunächst auf unbestimmte Zeit unterbrochene Turnier nach der Qualifikationsrunde wegen der COVID-19-Pandemie vorzeitig abzubrechen. Stattdessen wurden die afrikanischen Startplätze durch den U-20-Afrika-Cup 2022 vergeben. Insgesamt 40 Mannschaften spielten in fünf K.-o.-Runden mit Hin- und Rückspielen die beiden WM-Teilnehmer aus. In der fünften und letzten Runde setzten sich Ghana und Nigeria durch. Nigeria nahm zum zehnten Mal teil, Ghana zum sechsten Mal.
Ozeanien sollte durch den Gewinner der U-20-Ozeanienmeisterschaft 2020 bei der ursprünglichen Austragung der WM 2020 vertreten werden, die vom 30. August bis 12. September 2019 in Rarotonga (Cookinseln) ausgespielt wurde. Elf Mannschaften spielten in zwei Vierer- und einer Dreiergruppe gegeneinander, von denen sich die drei Gruppensieger und der beste Gruppenzweite für das Halbfinale qualifizierten. Mit dem Sieg im Finale löste Neuseeland das vermeintliche Ticket für die Weltmeisterschaft. Infolge der Absage der U-20-Ozeanienmeisterschaft 2022, die als Qualifikationsturnier für die U-20-WM 2022 gedient hätte, nominierte die OFC am 8. Oktober 2021 die U-20-Nationalmannschaft Neuseelands als WM-Teilnehmer aufgrund ihrer guten Leistungen in den vergangenen Ausspielungen des Wettbewerbs. Neuseeland nahm damit zum achten Mal am Turnier teil.

## Teilnehmer
| Konföderation                          | Teilnehmer         | Qualifiziert als                           | Teilnahmen | zuletzt | Beste Platzierung                           |
| -------------------------------------- | ------------------ | ------------------------------------------ | ---------- | ------- | ------------------------------------------- |
| 4 aus Nord-, Mittelamerika und Karibik | Costa Rica         | Gastgeber                                  | 3          | 2014    | Gruppenphase (2010, 2014)                   |
| 4 aus Nord-, Mittelamerika und Karibik | Vereinigte Staaten | CONCACAF U-20-Meister 2022                 | 10         | 2018    | Weltmeister (2002, 2008, 2012)              |
| 4 aus Nord-, Mittelamerika und Karibik | Mexiko             | 2. Platz CONCACAF U-20-Meisterschaft 2022  | 9          | 2018    | Viertelfinale (2010, 2012, 2016)            |
| 4 aus Nord-, Mittelamerika und Karibik | Kanada             | 3. Platz CONCACAF U-20-Meisterschaft 2022  | 8          | 2016    | Vize-Weltmeister (2002)                     |
| 4 aus Europa                           | Spanien            | Von der UEFA nominiert                     | 4          | 2018    | Vize-Weltmeister (2018)                     |
| 4 aus Europa                           | Frankreich         | Von der UEFA nominiert                     | 8          | 2018    | Vize-Weltmeister (2016)                     |
| 4 aus Europa                           | Deutschland        | Von der UEFA nominiert                     | 10         | 2018    | Weltmeister (2004, 2010, 2014)              |
| 4 aus Europa                           | Niederlande        | Von der UEFA nominiert                     | 2          | 2018    | Viertelfinale (2018)                        |
| 3 aus Asien                            | Japan              | U-19-Asienmeister 2019                     | 7          | 2018    | Weltmeister (2018)                          |
| 3 aus Asien                            | Südkorea           | 3. Platz U-19-Asienmeisterschaft 2019      | 6          | 2016    | 3. Platz (2010)                             |
| 3 aus Asien                            | Australien         | 4. Platz U-19-Asienmeisterschaft 2019      | 4          | 2006    | Viertelfinale (2002, 2004)                  |
| 2 aus Südamerika                       | Brasilien          | U-20-Südamerikameister 2022                | 10         | 2018    | 3. Platz (2006)                             |
| 2 aus Südamerika                       | Kolumbien          | 2. Platz U-20-Südamerikameisterschaft 2022 | 2          | 2010    | 4. Platz (2010)                             |
| 2 aus Afrika                           | Ghana              | Sieger 5. Runde U-20-Afrika-Cup 2022       | 6          | 2018    | Gruppenphase (2010, 2012, 2014, 2016, 2018) |
| 2 aus Afrika                           | Nigeria            | Sieger 5. Runde U-20-Afrika-Cup 2022       | 10         | 2018    | Vize-Weltmeister (2010, 2014)               |
| 1 aus Ozeanien                         | Neuseeland         | Von der OFC nominiert                      | 8          | 2018    | Viertelfinale (2014)                        |

## Spielstätten
Am 11. Januar 2022 wurden San José und Alajuela als die beiden Spielorte der WM festgelegt.
| San José |

| Alajuela |

| San José |

| Alajuela |

## Auslosung
Die Auslosung fand am 5. Mai 2022 im Nationaltheater von San José statt. Für die Auslosung wurden die qualifizierten Mannschaften auf vier Töpfe mit je vier Teams verteilt. Dazu wurden die Ergebnisse der vergangenen fünf Weltmeisterschaften (2010 bis 2018) absteigend mit 100, 80, 60, 40 und 20 Prozent gewertet. Nationen aus der gleichen Konföderation durften dabei nicht aufeinandertreffen. Costa Rica als Gastgeber war automatisch als Kopf der Gruppe A gesetzt. Dadurch ergaben sich folgende Lostöpfe:
| Topf 1                                  | Topf 2                     | Topf 3                              | Topf 4                                  |
| --------------------------------------- | -------------------------- | ----------------------------------- | --------------------------------------- |
| Costa Rica Deutschland Japan Frankreich | USA Nigeria Spanien Mexiko | Brasilien Südkorea Ghana Neuseeland | Niederlande Kanada Kolumbien Australien |

## Vorrunde
Der Spielplan wurde am 5. Mai 2022 veröffentlicht. Alle Anstoßzeiten sind in Ortszeit (UTC-6) angegeben.

### Gruppe A
| Pl. | Land       | Sp. | S | U | N | Tore    | Diff. | Punkte |
| --- | ---------- | --- | - | - | - | ------- | ----- | ------ |
| 1.  | Spanien    | 3   | 2 | 1 | 0 | 008:000 | +8    | 07     |
| 2.  | Brasilien  | 3   | 2 | 1 | 0 | 007:000 | +7    | 07     |
| 3.  | Australien | 3   | 1 | 0 | 2 | 003:600 | −3    | 03     |
| 4.  | Costa Rica | 3   | 0 | 0 | 3 | 001:130 | −12   | 0      |

|                                                                                     |   |            |           |
| Mittwoch, 10. August 2022 um 17:00 Uhr in San José (Estadio Nacional de Costa Rica) |   |            |           |
| Spanien                                                                             | – | Brasilien  | 0:0       |
| Mittwoch, 10. August 2022 um 20:00 Uhr in San José (Estadio Nacional de Costa Rica) |   |            |           |
| Costa Rica                                                                          | – | Australien | 1:3 (1:2) |
| Samstag, 13. August 2022 um 14:00 Uhr in Alajuela (Estadio Alejandro Morera Soto)   |   |            |           |
| Brasilien                                                                           | – | Australien | 2:0 (1:0) |
| Samstag, 13. August 2022 um 20:00 Uhr in San José (Estadio Nacional de Costa Rica)  |   |            |           |
| Costa Rica                                                                          | – | Spanien    | 0:5 (0:2) |
| Dienstag, 16. August 2022 um 20:00 Uhr in San José (Estadio Nacional de Costa Rica) |   |            |           |
| Brasilien                                                                           | – | Costa Rica | 5:0 (1:0) |
| Dienstag, 16. August 2022 um 20:00 Uhr in Alajuela (Estadio Alejandro Morera Soto)  |   |            |           |
| Australien                                                                          | – | Spanien    | 0:3 (0:2) |

### Gruppe B
| Pl. | Land        | Sp. | S | U | N | Tore    | Diff. | Punkte |
| --- | ----------- | --- | - | - | - | ------- | ----- | ------ |
| 1.  | Kolumbien   | 3   | 1 | 2 | 0 | 003:200 | +1    | 05     |
| 2.  | Mexiko      | 3   | 1 | 2 | 0 | 002:100 | +1    | 05     |
| 3.  | Deutschland | 3   | 1 | 0 | 2 | 003:200 | +1    | 03     |
| 4.  | Neuseeland  | 3   | 0 | 2 | 1 | 003:600 | −3    | 02     |

|                                                                                     |   |             |           |
| Mittwoch, 10. August 2022 um 11:00 Uhr in Alajuela (Estadio Alejandro Morera Soto)  |   |             |           |
| Deutschland                                                                         | – | Kolumbien   | 0:1 (0:0) |
| Mittwoch, 10. August 2022 um 14:00 Uhr in Alajuela (Estadio Alejandro Morera Soto)  |   |             |           |
| Neuseeland                                                                          | – | Mexiko      | 1:1 (1:1) |
| Samstag, 13. August 2022 um 11:00 Uhr in Alajuela (Estadio Alejandro Morera Soto)   |   |             |           |
| Deutschland                                                                         | – | Neuseeland  | 3:0 (0:0) |
| Samstag, 13. August 2022 um 17:00 Uhr in San José (Estadio Nacional de Costa Rica)  |   |             |           |
| Mexiko                                                                              | – | Kolumbien   | 0:0       |
| Dienstag, 16. August 2022 um 17:00 Uhr in San José (Estadio Nacional de Costa Rica) |   |             |           |
| Kolumbien                                                                           | – | Neuseeland  | 2:2 (1:1) |
| Dienstag, 16. August 2022 um 17:00 Uhr in Alajuela (Estadio Alejandro Morera Soto)  |   |             |           |
| Mexiko                                                                              | – | Deutschland | 1:0 (0:0) |

### Gruppe C
| Pl. | Land       | Sp. | S | U | N | Tore    | Diff. | Punkte |
| --- | ---------- | --- | - | - | - | ------- | ----- | ------ |
| 1.  | Nigeria    | 3   | 3 | 0 | 0 | 005:100 | +4    | 09     |
| 2.  | Frankreich | 3   | 2 | 0 | 1 | 004:200 | +2    | 06     |
| 3.  | Südkorea   | 3   | 1 | 0 | 2 | 002:200 | ±0    | 03     |
| 4.  | Kanada     | 3   | 0 | 0 | 3 | 002:800 | −6    | 0      |

|                                                                                       |   |            |           |
| Donnerstag, 11. August 2022 um 17:00 Uhr in San José (Estadio Nacional de Costa Rica) |   |            |           |
| Frankreich                                                                            | – | Nigeria    | 0:1 (0:0) |
| Donnerstag, 11. August 2022 um 20:00 Uhr in San José (Estadio Nacional de Costa Rica) |   |            |           |
| Kanada                                                                                | – | Südkorea   | 0:2 (0:0) |
| Sonntag, 14. August 2022 um 14:00 Uhr in Alajuela (Estadio Alejandro Morera Soto)     |   |            |           |
| Südkorea                                                                              | – | Nigeria    | 0:1 (0:0) |
| Sonntag, 14. August 2022 um 20:00 Uhr in San José (Estadio Nacional de Costa Rica)    |   |            |           |
| Frankreich                                                                            | – | Kanada     | 3:1 (0:0) |
| Mittwoch, 17. August 2022 um 20:00 Uhr in San José (Estadio Nacional de Costa Rica)   |   |            |           |
| Südkorea                                                                              | – | Frankreich | 0:1 (0:0) |
| Mittwoch, 17. August 2022 um 20:00 Uhr in Alajuela (Estadio Alejandro Morera Soto)    |   |            |           |
| Nigeria                                                                               | – | Kanada     | 3:1 (2:1) |

### Gruppe D
| Pl. | Land        | Sp. | S | U | N | Tore    | Diff. | Punkte |
| --- | ----------- | --- | - | - | - | ------- | ----- | ------ |
| 1.  | Japan       | 3   | 3 | 0 | 0 | 006:100 | +5    | 09     |
| 2.  | Niederlande | 3   | 2 | 0 | 1 | 007:200 | +5    | 06     |
| 3.  | USA         | 3   | 1 | 0 | 2 | 004:600 | −2    | 03     |
| 4.  | Ghana       | 3   | 0 | 0 | 3 | 001:900 | −8    | 0      |

|                                                                                      |   |             |           |
| Donnerstag, 11. August 2022 um 11:00 Uhr in Alajuela (Estadio Alejandro Morera Soto) |   |             |           |
| Ghana                                                                                | – | USA         | 0:3 (0:2) |
| Donnerstag, 11. August 2022 um 14:00 Uhr in Alajuela (Estadio Alejandro Morera Soto) |   |             |           |
| Japan                                                                                | – | Niederlande | 1:0 (1:0) |
| Sonntag, 14. August 2022 um 11:00 Uhr in Alajuela (Estadio Alejandro Morera Soto)    |   |             |           |
| Japan                                                                                | – | Ghana       | 2:0 (0:0) |
| Sonntag, 14. August 2022 um 17:00 Uhr in San José (Estadio Nacional de Costa Rica)   |   |             |           |
| USA                                                                                  | – | Niederlande | 0:3 (0:1) |
| Mittwoch, 17. August 2022 um 17:00 Uhr in Alajuela (Estadio Alejandro Morera Soto)   |   |             |           |
| USA                                                                                  | – | Japan       | 1:3 (0:0) |
| Mittwoch, 17. August 2022 um 17:00 Uhr in San José (Estadio Nacional de Costa Rica)  |   |             |           |
| Niederlande                                                                          | – | Ghana       | 4:1 (1:0) |

## Finalrunde

### Viertelfinale
|                                                                                    |   |             |                                 |
| Samstag, 20. August 2022 um 16:30 Uhr in San José (Estadio Nacional de Costa Rica) |   |             |                                 |
| Spanien                                                                            | – | Mexiko      | 1:0 (1:0)                       |
| Samstag, 20. August 2022 um 20:00 Uhr in San José (Estadio Nacional de Costa Rica) |   |             |                                 |
| Kolumbien                                                                          | – | Brasilien   | 0:1 (0:1)                       |
| Sonntag, 21. August 2022 um 16:30 Uhr in Alajuela (Estadio Alejandro Morera Soto)  |   |             |                                 |
| Nigeria                                                                            | – | Niederlande | 0:2 (0:2)                       |
| Sonntag, 21. August 2022 um 20:00 Uhr in Alajuela (Estadio Alejandro Morera Soto)  |   |             |                                 |
| Japan                                                                              | – | Frankreich  | 3:3 n. V. (2:2, 1:1), 5:3 i. E. |

### Halbfinale
|                                                                                       |   |             |           |
| Donnerstag, 25. August 2022 um 16:30 Uhr in San José (Estadio Nacional de Costa Rica) |   |             |           |
| Spanien                                                                               | – | Niederlande | 2:1 (2:0) |
| Donnerstag, 25. August 2022 um 20:00 Uhr in San José (Estadio Nacional de Costa Rica) |   |             |           |
| Brasilien                                                                             | – | Japan       | 1:2 (0:1) |

### Spiel um Platz 3
|                                                                                    |   |           |           |
| Sonntag, 28. August 2022 um 16:30 Uhr in San José (Estadio Nacional de Costa Rica) |   |           |           |
| Niederlande                                                                        | – | Brasilien | 1:4 (1:1) |

### Finale
|                                                                                    |   |       |           |
| Sonntag, 28. August 2022 um 20:00 Uhr in San José (Estadio Nacional de Costa Rica) |   |       |           |
| Spanien                                                                            | – | Japan | 3:1 (3:0) |

## Schiedsrichterinnen
Die FIFA nominierte 13 Schiedsrichterinnen, 26 Schiedsrichterassistentinnen und 14 Videoassistentinnen aus den sechs Kontinentalverbänden am 1. Juni 2022.
| Kontinentalverband | Schiedsrichterinnen                                                     | Schiedsrichterassistentinnen | Videoassistentinnen (VAR)                                                                                          |
| ------------------ | ----------------------------------------------------------------------- | --- | --- |
| AFC                | - Lara Lee - Kim Yu-jeong                                               | - Ramina Tsoi - Heba Saadieh - Park Mi-suk - Trương Thị Lệ Trinh                                                                            | - Kate Jacewicz - Sarah Ho (AVAR)                                                                                  |
| CAF                | - Akhona Makalima - Vincentia Amedome                                   | - Carine Atezambong - Fanta Kone - Mimisen Iyorhe - Diana Chikotesha                                                                        | - Bouchra Karboubi - Fatiha Jermoumi (AVAR)                                                                        |
| CONCACAF           | - Marianela Araya - Francia González - Tori Penso                       | - Chantal Boudreau - Ivett Santiago Shirley Perelló - Enedina Caudillo - Sandra Ramírez - Mijensa Rensch - Brooke Mayo                      | - Melissa Borjas - Tatiana Guzmán                                                                                  |
| CONMEBOL           | - Emikar Calderas Barrera                                               | - Mary Blanco Bolívar - Migdalía Rodríguez Chirino                                                                                          | - Salomé di Iorio - Daiane Muniz dos Santos - María Carvajal                                                       |
| OFC                | - Anna-Marie Keighley                                                   | - Sarah Jones - Maria Salamasina | |
| UEFA               | - Lina Lehtovaara - Marta Huerta de Aza - Tess Olofsson - Cheryl Foster | - Sara Telek - Polyxeni Irodotou - Karolin Kaivoja - Katalin Török - Katarzyna Wójs - Guadalupe Porras Ayuso - Almira Spahić - Susanne Küng | - Maïka Vanderstichel - Esther Staubli - Ella de Vries (AVAR) - Sian Massey-Ellis (AVAR) - Eliana Fernández (AVAR) |

## Beste Torschützinnen
Bei identischer Trefferzahl zählten zunächst die Torvorlagen und danach gegebenenfalls die Einsatzminuten zur Differenzierung.
| Rang | Spielerin           | Tore | Vor- lagen | Eins.- Min. |
| ---- | ------------------- | ---- | ---------- | ----------- |
| 1    | Inma Gabarro        | 8    | 0          | 455         |
| 2    | Maika Hamano        | 4    | 1          | 496         |
| 3    | Yuzuki Yamamoto     | 3    | 3          | 405         |
| 4    | Magnaba Folquet     | 3    | 1          | 294         |
| 5    | Salma Paralluelo    | 3    | 1          | 312         |
| 6    | Esther Mbakem-Niaro | 3    | 0          | 219         |
| 7    | Esther Onyenezide   | 3    | 0          | 360         |
| 8    | Tarciane            | 3    | 0          | 450         |

Hinzu kamen 7 Spielerinnen mit jeweils zwei Toren, 38 Spielerinnen mit je einem Treffer sowie je zwei Eigentore.

## Auszeichnungen

### Goldener Ball
Maika Hamano aus Japan wurde als beste Spielerin des Turniers mit dem Goldenen Ball geehrt, der Silberne Ball ging an die spanische Torschützenkönigin Imma Gabarro und den Bronzenen Ball erhielt die brasilianische Verteidigerin Tarciane.

### Goldener Schuh
Mit dem Goldenen Schuh als Torschützenkönigin des Turniers wurde die Spanierin Imma Gabarro ausgezeichnet. Mit acht Treffern war sie die erfolgreichste Torjägerin bei einer U-20-Weltmeisterschaft seit Alexandra Popp 2010. Platz zwei ging an die Japanerin Maika Hamano (vier Tore, eine Vorlage) vor ihrer Teamkollegin Yuzuki Yamamoto (drei Tore, drei Vorlagen).

### Goldener Handschuh
Der Goldene Handschuh für die beste Torfrau ging an die erst 17-jährige Txell Font aus Spanien, die auf dem Weg zum WM-Titel nur zwei Gegentore kassierte. Nach Angaben der FIFA sei die Leistung der Torhüterinnen bei diesem Turnier „weitaus besser als jemals zuvor“ gewesen.

### Fairplay-Auszeichnung
Als fairste Mannschaft wurden die Vize-Weltmeisterinnen aus Japan geehrt.